# Alejandro García Padilla
Alejandro García Padilla, né le 3 août 1971 à Coamo, est une personnalité politique portoricaine, chef du Parti populaire démocrate. Il est gouverneur de Porto Rico de 2013 à 2017.

## Jeunesse et formation
Alejandro García Padilla est né le 3 août 1971. Il est le plus jeune d'une famille de six enfants. Il a fréquenté le Colegio Nuestra Sra de De Valvanera pour ses études secondaires. Après le lycée, il a obtenu un Bachelor en sciences politiques et économiques de l'Université de Porto Rico, Campus Río Piedras. Il a ensuite obtenu un doctorat en droit de la faculté de droit de l'Université interaméricaine de Porto Rico. García Padilla est d'origine asturienne.

## Carrière politique
En janvier 2005, García Padilla a été confirmé au poste de secrétaire du Département de la consommation de Porto Rico (DACO) sous l'administration de l'ancien gouverneur Aníbal Acevedo Vilá. En 2007, García Padilla a démissionné de son poste de secrétaire et a annoncé qu'il se porterait candidat au poste de sénateur. Aux élections générales de 2008, il a recueilli le plus grand nombre de voix parmi tous les candidats au Sénat. Après les élections, il a été choisi par José Dalmau Santiago, chef de la minorité sénatoriale, pour siéger à haut niveau dans plusieurs comités, dont ceux des affaires gouvernementales, de la sécurité publique et de la justice. Le 6 mars 2011, García Padilla a annoncé son intention de se présenter au poste de gouverneur de Porto Rico pour les élections de 2012. Il a également annoncé sa candidature à la présidence du Parti populaire démocrate, et est élu le 4 avril 2011. Le 26 octobre, il a nommé Rafael Cox Alomar (en) comme colistier pour briguer le poste de commissaire résident. Le 6 novembre 2012, il réussit à remporter les élections au poste de gouverneur de Porto Rico. 

## Gouverneur de Porto Rico
Il est élu gouverneur le 6 novembre 2012 et entre en fonction le 2 janvier 2013. Lors de ces élections, le Parti populaire démocrate a également remporté 28 des 51 sièges à la Chambre. de représentants, 18 sur 27 au Sénat et la victoire dans la plupart des mairies. Garcia Padilla soutient qu'il veut réduire le taux de chômage, la résolution des problèmes avec l'Autorité énergie électrique, garder l'Université de Porto Rico en tant que système public qui défend les droits des étudiants, entre autres aspects importants de Porto Rico sont la criminalité et le coût élevé du pétrole. L’une des plus grandes propositions de gouvernance de García Padilla lors de son élection a été la création de 30 000 emplois en dix-huit mois. Le 14 décembre 2015, il a annoncé qu'il n'aspirerait pas à être réélu au poste de gouverneur par le Parti démocratique populaire de Porto Rico (PPD).

## Vie privée
Alejandro García Padilla est marié à la comptable Wilma Pastrana (en) depuis le 7 avril 2001. Ils ont trois enfants : Ana, Juan Pablo et Diego. 